# 尖叶榕
尖叶榕（学名：Ficus henryi）是桑科榕属的植物。分布在越南以及中国大陆的广西、贵州、四川、湖南、湖北、云南等地，生长于海拔600米至1,600米的地区，见于山地疏林中和溪沟潮湿地，目前已由人工引种栽培。

## 别名
山枇杷（湖北、四川）